# Лукуман Аліу
Лукуман Аліу (англ. Lukuman Aliu; нар. 25 березня 2003, Агеге, Лагос, Нігерія) — нігерійський футболіст, півзахисник клубу Вищої ліги Білорусі «Гомель».

## Життєпис
У липні 2020 року почав виступати за нігерійський клуб «Іфеанья Убах», у складі якого брав участь у чемпіонаті Нігерії. У липні 2022 року вільним агентом перейшов до білоруського клубу «Слуцьк». Дебютував за клуб 12 серпня 2022 року у матчі проти гродненського «Німану», в якому вийшов на заміну на 88-й хвилині. Упродовж сезону футболіст залишався гравцем лави запасних, з'являся на полі на заміну переважно на останніх хвилинах основного часу матчу, результативними діями не відзначився. У грудні 2022 року після закінчення терміну дії контракту залишив слуцький клуб.
У січні 2023 року з'явилася інформація, що футболіст може приєднатися до білоруського клубу «Сморгонь». У квітні 2023 року офіційно поповнив лави сморгонського клубу. Дебютував за клуб футболіст 21 квітня 2023 року у матчі проти «Слуцька», в якому вийшов на заміну на 70-й хвилині. Першою результативною дією за клуб відзначився 14 травня 2023 року у матчі проти гродненського «Німану», віддав гольову передачу. Протягом сезону футболіст залишався одним із основних гравців клубу, за який відзначився своєю єдиною результативною передачею. За підсумками сезону разом із клубом зміг зберегти прописку у Вищій лізі.
У січні 2024 року проходив перегляд у російському клубі «Волгар». У березні 2024 року продовжив контракт із білоруською «Сморгонню». Новий сезон за клуб розпочав 16 березня 2024 року з матчу проти мінського «Динамо», в якому вийшов на заміну на 74-й хвилині.